# Azerbajdzjans bidrag i Eurovision Song Contest

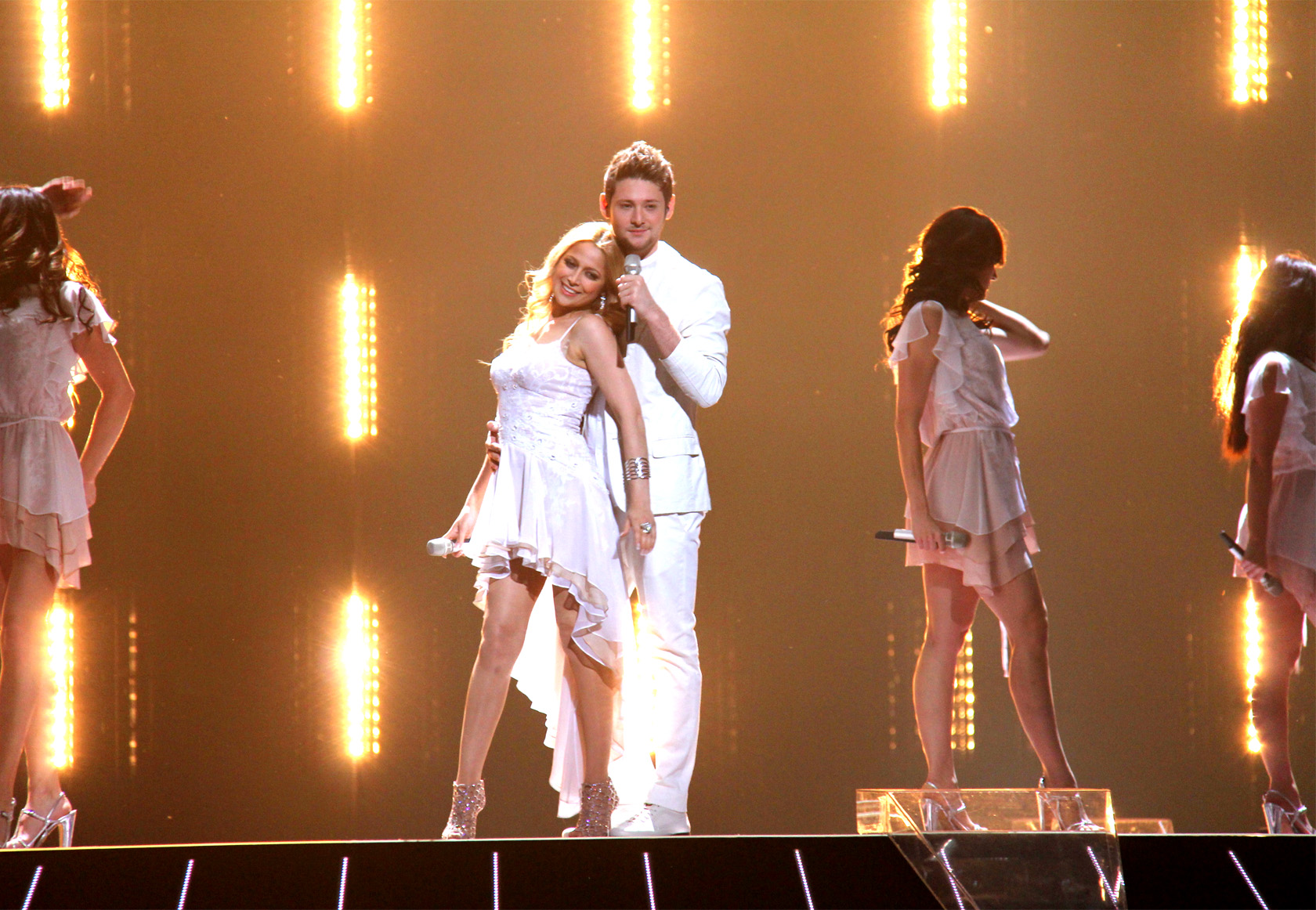
Ell & Nikki i Düsseldorf (2011).

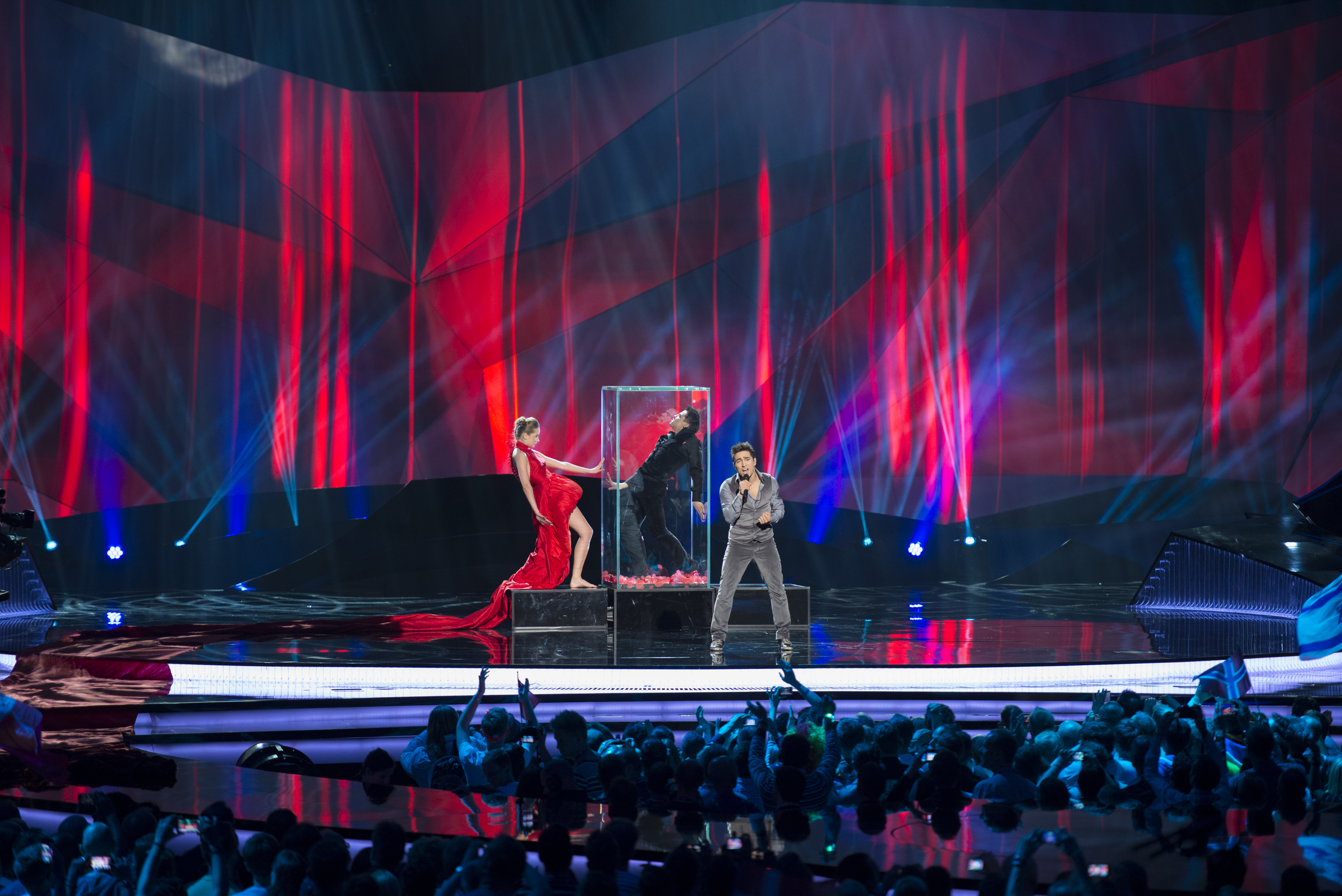
Farid Mammadov i Malmö (2013).

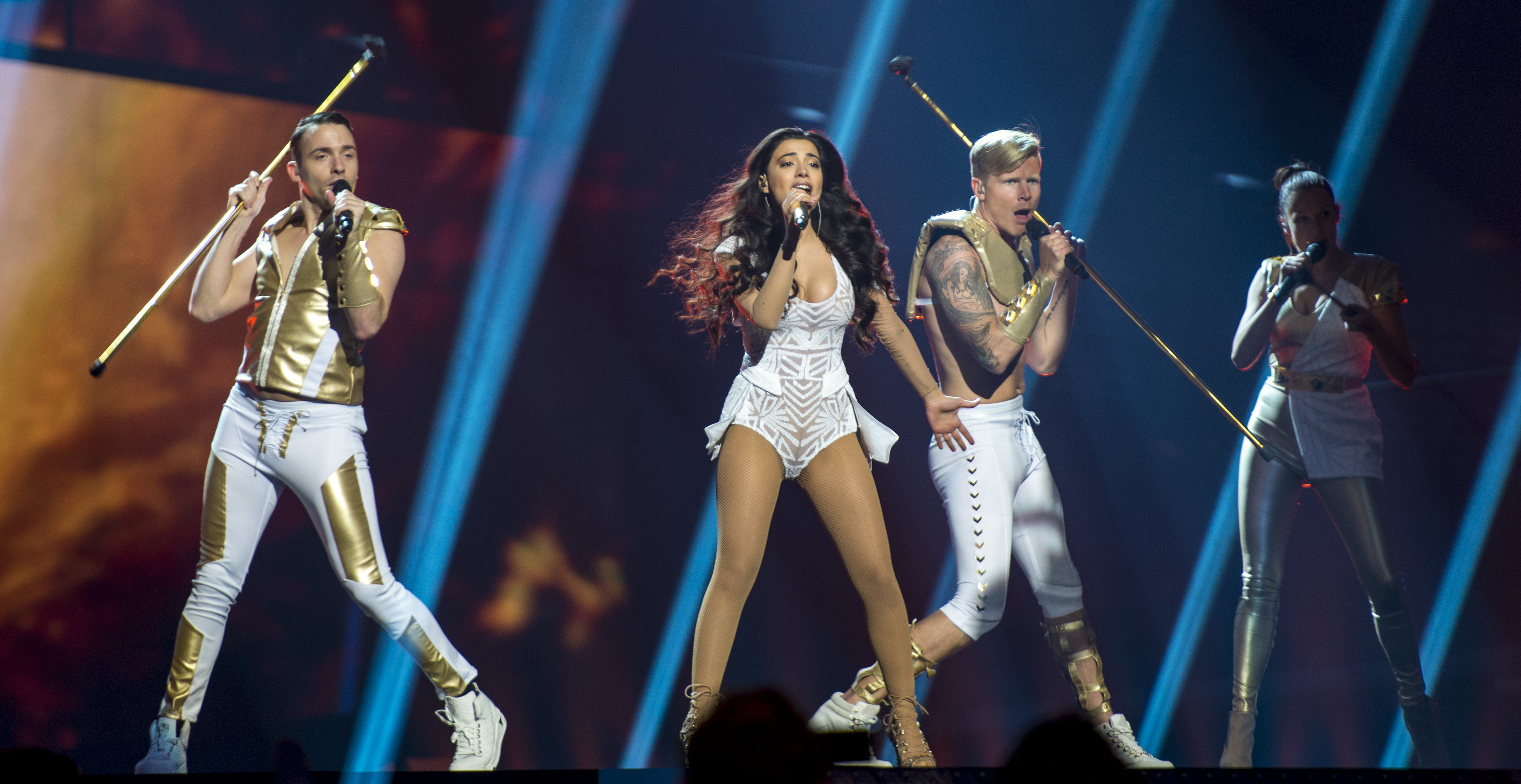
Sämra i Stockholm (2016).

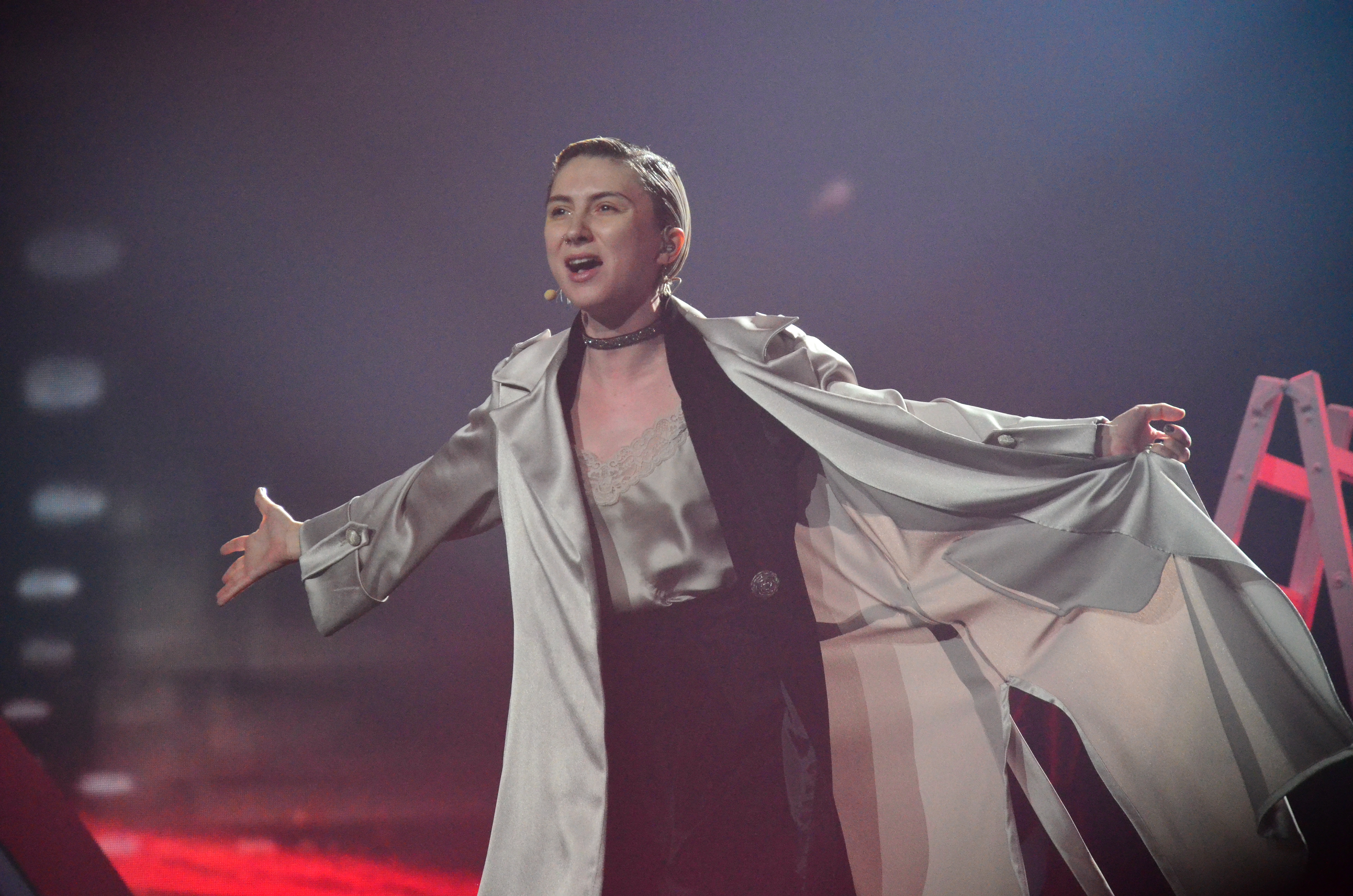
Dihaj i Kiev (2017).

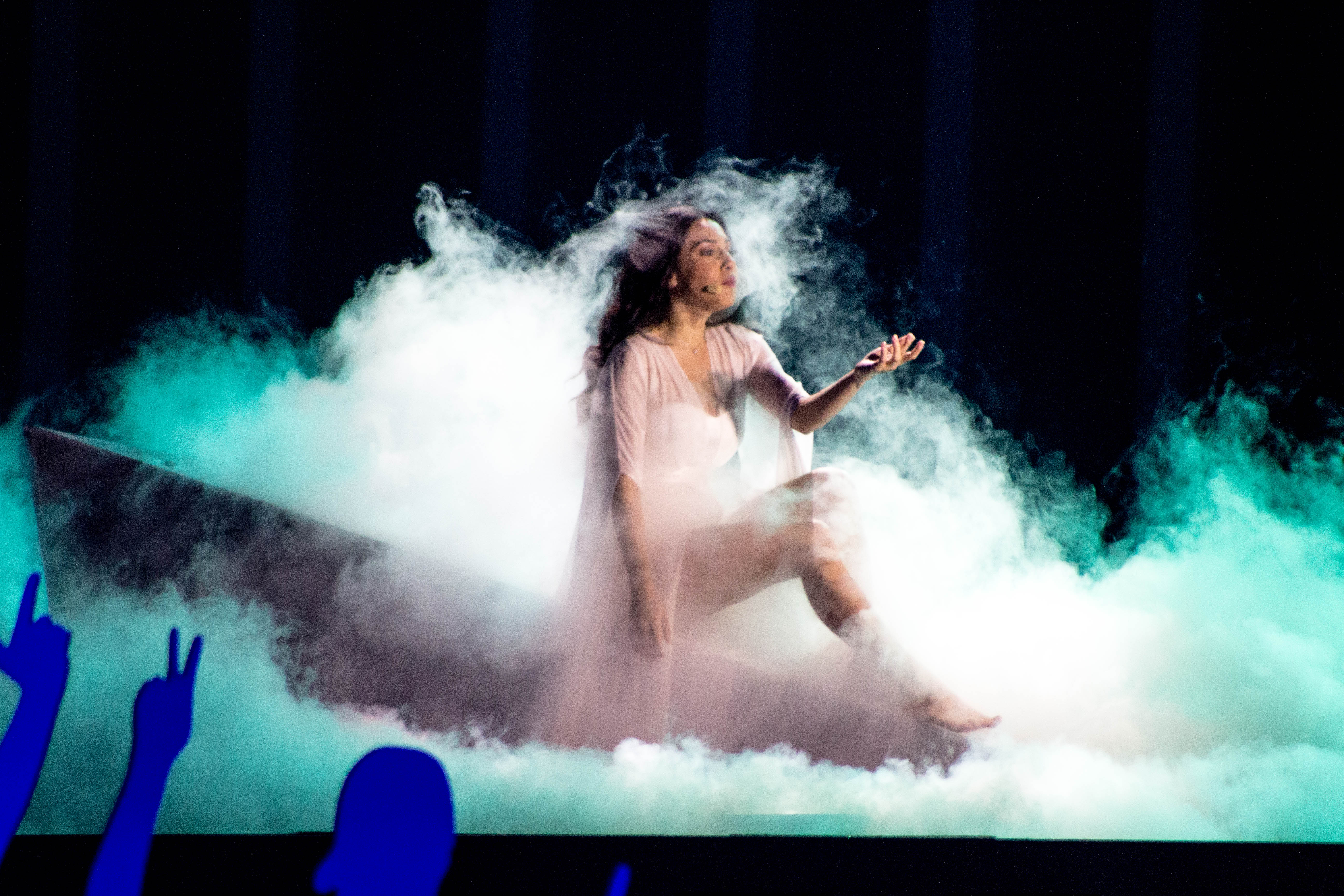
Aisel i Lissabon (2018).

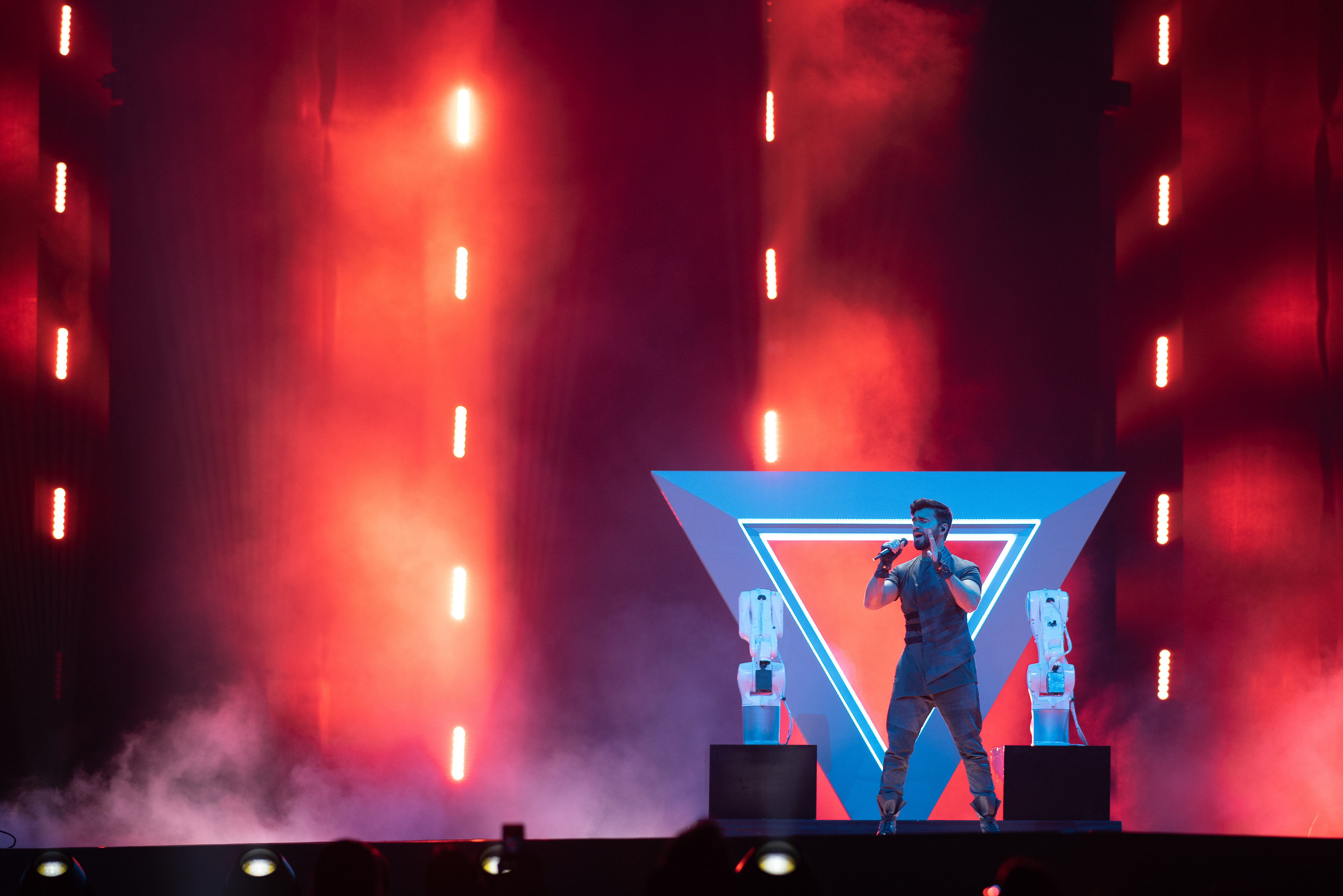
Chingiz i Tel Aviv (2019).

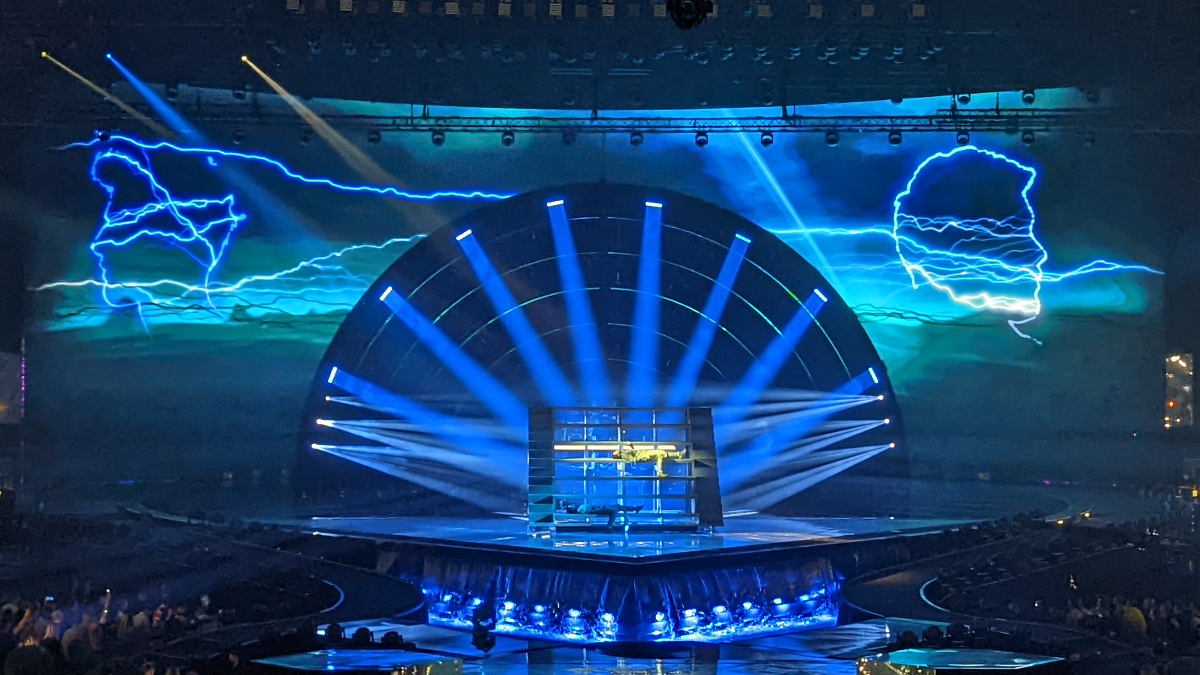
Nadir Rustamli i Turin (2022).

Azerbajdzjan debuterade i Eurovision Song Contest 2008 och har till och med 2025 deltagit 17 gånger. Landet är tillsammans med San Marino och Australien de senaste länderna som gjort debut i tävlingen, vilket skedde genom inträde i EBU i juli 2007. De blev därmed också det sista landet i Kaukasus att gå med i tävlingen. 
Trots att landet inte har varit med i tävlingen så länge har man ändå lyckats väl resultatmässigt. 2011 vann Azerbajdzjan tävlingen som det första land från Kaukasus. Azerbajdzjan har även slutat tvåa och trea i finalen. Detta skedde 2013 respektive 2009
Uttagningen för artist och bidrag har sett olika ut år för år. På senare år har internval varit standarden för att utse bidraget. Det kan också nämnas att det är endast debutåret, 2008, som det inte har funnits några svenska upphovsmän till landets bidrag.

## Azerbajdzjan i Eurovision Song Contest

### Historia
Azerbajdzjan har deltagit i Eurovision Song Contest varje år sedan 2008. Azerbajdzjan är ett av tävlingens numera mest framgångsrika länder sett till placeringsmässigt. Debutåret 2008 slutade med en åttondeplats i finalen. Mellan 2009 och 2013 slutade Azerbajdzjan inom topp fem alla år (1:a 2011, 2:a 2013, 3:a 2009, 4:a 2012, 5:a 2010). Efter andraplatsen 2013 har Azerbajdzjan resultatmässigt stått utanför topp tio samtliga år förutom 2019. 2018 misslyckades Azerbajdzjan att kvala sig till finalen för första gången. Efter 2018 har Azerbajdzjan stått utanför finalen två gånger till, år 2023 och 2024. 

### Nationell uttagningsform
2008 valde det nationella TV-bolaget Ictimai Televiziya att anordna en nationell final kallad Land of Fire. Denna uttagningsform skrotades sedan till året därpå, då man gjorde ett internval av artist och bidrag, för att sedan återkomma med en nationell upplaga igen. Denna gång gjorde man tävlingen större med en semifinal och final samt bytte namn till Milli Seçim Turu. 2011 utökades denna tävling som omfattade sju till åtta förtävlingar och/eller en semifinal innan en final hålls. Oftast valdes bidraget vid ett senare tillfälle (och då internt) medan artisten valdes i den långa proceduren. Uttagningen upphörde efter 2014, och sedan 2015 väljs både artist och bidraget ut helt internt av Tv-bolaget Ictimai.

## Kontroverser

### Konflikt med Armenien
Sedan Sovjetunionens fall i början av 1990-talet har Azerbajdzjan varit i krig med sitt grannland Armenien om landområdet Nagorno-Karabach, beläget mellan de bägge länderna. Konflikten eskalerade i ett krig som till slut avslutades 1994, även om själva konflikten inte har lagt sig än idag. Inom Eurovisionen har konflikten satt sina spår, kanske mest då Armenien hoppade av tävlingen i sista stund under 2012 eftersom den skulle arrangeras i Azerbajdzjan och att man inte kunde garantera säkerheten för sin delegation.
En annan konflikt skedde år 2009 då en staty som står i Azerbajdzjan, dock skulpterad av en armenier, visades i Armeniens förvideo. Efter klagomål togs statyn bort från videon som visades i finalen. Dock kom istället Armenien att visa upp statyn på en skylt när de presenterade landets poäng, vilket retade upp Azerbajdzjans tv-bolag ITV. Förutom detta kom det fram att Azerbajdzjans tv-bolag medvetet tagit bort Armeniens telefonnummer ur bild vid snabbgenomgången i finalen, och dessutom förhört ett antal medborgare som röstade på Armeniens bidrag. Efter detta skärpte EBU reglerna, och från och med 2010 års festival är det numera ett företag i Köln som sänder ut telefonnumren till de olika länderna och kontrolleras från denna station.

#### Kontroversen 2016
Under den inledande omröstningen i första semifinalen den 10 maj, filmades den armeniska artisten Iveta Mukuchyan i greenroom med Nagorno-Karabachs flagga i handen. Situationen eskalerade under den följande presskonferensen, där en azerbajdzjansk journalist kritiserade både den armeniska delegationen och EBU för att låta flaggan synas under showen. Som svar på Aftonbladets fråga om händelsen, uppgav Mukuchyan: "Mina tankar är med mitt hemland. Jag vill ha fred överallt". Den azerbajdzjanska artisten Samra Rahimli kommenterade situationen med att "Eurovision är en sångtävling och det handlar om musik".
EBU och tävlingens Referensgrupp gjorde följande dag ett gemensamt uttalande där de fördömde Mukuchyans agerande. Referensgruppen förklarade att Television Armenien (AMPTV) brutit mot regeln om att "inga meddelanden som främjar någon organisation, institution, politisk sak eller andra ståndpunkter tillåts i programmet". Vidare påpekade referensgruppen att ett ytterligare brott mot tävlingsreglerna kan leda till diskvalificering från tävlingen eller framtida tävlingar. En talesman för det azerbajdzjanska utrikesministeriet, Hikmät Hacıyev, kallade Mukuchyans agerande "provocerande" och "oacceptabelt", och hävdade att "den armeniska sidan avsiktligt tar till sådana åtgärder för att uppmuntra och främja den olagliga formation som skapats i de ockuperade azerbajdzjanska territorierna".

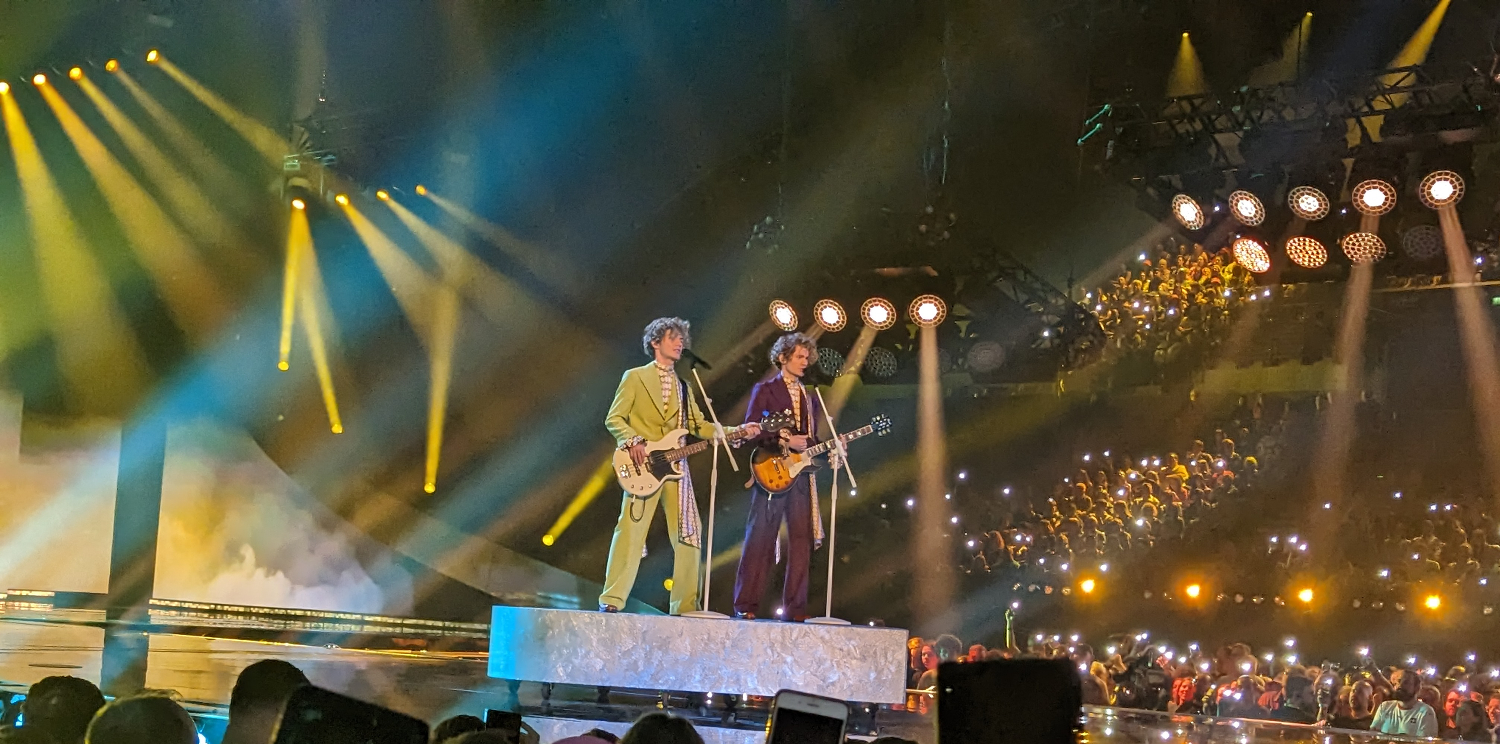
TuralTuranX i Liverpool (2023).

### Kritik mot värdlandskapet 2012
Efter att Azerbajdzjan hade vunnit tävlingen år 2011 riktades stark kritik mot landets sätt att sköta sitt värdlandskap. Bland annat skrev Tidningarnas Telegrambyrå (TT) "Ett land i krig, med nedslagen opposition och tystade journalister. Azerbajdzjan är mycket mer än bara schlager." Landet fick också kritik för sitt bygge av den nya arenan som skulle bli tävlingsarena. Enligt den internationella människorättsorganisationen Human Rights Watch (HRW) tvingades hundratals människor att flytta från sina hem som revs till fördel för den nya arenan. De människor som tvingades flytta fick mindervärdig kompensation. Azeriska myndigheter hävdade dock att de som tvingades flytta fick god kompensation. Artisten Loreen, som tävlade för Sverige det året, gjorde under sin vistelse i landet under ESC-veckorna besök hos flera rättighetsorganisationer i Azerbajdzjans huvudstad Baku.
Fram till själva tävlingen skulle hållas i maj 2012 rapporterade många världsmedier om den rådande situationen i landet. Bland annat gjorde det brittiska TV-bolaget BBC en dokumentär där de med dold kamera hade rest in i Azerbajdzjan utan att tala om att de var journalister och intervjuat ett flertal människorättspersoner om situationen i landet.

### Eurovision Song Contest 2013
Azerbajdzjan anklagades av den litauiska dagstidningen 15 minutes för att ha köpt telefonröster. Enligt tidningen ska de ha bild/film-bevis på att representanter för landet ska ha köpt röster i Litauen. Enligt tidningen sker även samma verksamhet i andra länder.
När Azerbajdzjan lämnade sina poäng under omröstningen fick inte Ryssland några röster av dem. Det ledde till att Rysslands och Azerbajdzjans utrikesministrar krävde en omräkning eftersom Azerbajdzjan hävdade att Ryssland skulle ha varit nummer 2 i deras telefonomröstning vilket skulle ge 10 poäng. EBU avslog deras protest.

## Resultattabell
| 1 | Vinnare                            |
| 2 | Andra plats                        |
| 3 | Tredje plats                       |
| ◁ | Sista plats                        |
| X | Ett bidrag valdes men tävlade inte |

| År   | Artist                      | Bidrag                | Språk                     | Final              | Poäng              | Semi               | Poäng              |
| ---- | --------------------------- | --------------------- | ------------------------- | ------------------ | ------------------ | ------------------ | ------------------ |
| 2008 | Elnur & Samir               | "Day After Day"       | Engelska                  | 8                  | 132                | 6                  | 96                 |
| 2009 | AySel & Arash               | "Always"              | Engelska                  | 3                  | 207                | 2                  | 180                |
| 2010 | Safura Alizadeh             | "Drip Drop"           | Engelska                  | 5                  | 145                | 2                  | 113                |
| 2011 | Ell & Nikki                 | "Running Scared"      | Engelska                  | 1                  | 221                | 2                  | 122                |
| 2012 | Säbinä Babayeva             | "When the Music Dies" | Engelska                  | 4                  | 150                | Värdland           | Värdland           |
| 2013 | Farid Mammadov              | "Hold Me"             | Engelska                  | 2                  | 234                | 1                  | 139                |
| 2014 | Dilara Kazimova             | "Start a Fire"        | Engelska                  | 22                 | 33                 | 9                  | 57                 |
| 2015 | Elnur Hüseynov              | "Hour of the Wolf"    | Engelska                  | 12                 | 49                 | 10                 | 53                 |
| 2016 | Samra                       | "Miracle"             | Engelska                  | 17                 | 117                | 6                  | 185                |
| 2017 | Dihaj                       | "Skeletons"           | Engelska                  | 14                 | 120                | 8                  | 150                |
| 2018 | Aisel                       | "X My Heart"          | Engelska                  | Kvalificerade inte | Kvalificerade inte | 11                 | 94                 |
| 2019 | Chingiz                     | "Truth"               | Engelska                  | 8                  | 302                | 5                  | 224                |
| 2020 | Efendi                      | "Cleopatra"           | Engelska                  | Tävlingen inställd | Tävlingen inställd | Tävlingen inställd | Tävlingen inställd |
| 2021 | Efendi                      | "Mata Hari"           | Engelska                  | 20                 | 65                 | 8                  | 138                |
| 2022 | Nadir Rustamli              | "Fade To Black"       | Engelska                  | 16                 | 106                | 10                 | 96                 |
| 2023 | TuralTuranX                 | "Tell Me More"        | Engelska                  | Kvalificerade inte | Kvalificerade inte | 14                 | 4                  |
| 2024 | Fahree feat. Ilkin Dovlatov | "Özünlə Apar"         | Engelska, azerbajdzjanska | Kvalificerade inte | Kvalificerade inte | 14                 | 11                 |
| 2025 | Mamagama                    | "Run with U"          | Engelska                  | Kvalificerade inte | Kvalificerade inte | 15                 | 7                  |

## Röstningshistorik (2008–2025)[11]

### Azerbajdzjan hargivitmest poäng till...
| Endast finaler | Endast finaler | Endast finaler |
| Nr             | Land           | Poäng          |
| -------------- | -------------- | -------------- |
| 1              | Ukraina        | 170            |
| 2              | Ryssland       | 121            |
| 3              | Israel         | 113            |
| 4              | Italien        | 85             |
| 5              | Sverige        | 66             |

| Finaler och semifinaler | Finaler och semifinaler | Finaler och semifinaler |
| Nr                      | Land                    | Poäng                   |
| ----------------------- | ----------------------- | ----------------------- |
| 1                       | Ukraina                 | 232                     |
| 2                       | Ryssland                | 220                     |
| 3                       | Israel                  | 194                     |
| 4                       | Sverige                 | 122                     |
| 5                       | Malta                   | 118                     |

### Azerbajdzjan harmottagitflest poäng från...
| Endast finaler | Endast finaler | Endast finaler |
| Nr             | Land           | Poäng          |
| -------------- | -------------- | -------------- |
| 1              | Ryssland       | 124            |
| 2              | Georgien       | 119            |
| 3              | Moldavien      | 103            |
| 4              | Ukraina        | 99             |
| 5              | Malta          | 75             |

| Finaler och semifinaler | Finaler och semifinaler | Finaler och semifinaler |
| Nr                      | Land                    | Poäng                   |
| ----------------------- | ----------------------- | ----------------------- |
| 1                       | Ryssland                | 213                     |
| 2                       | Georgien                | 181                     |
| 3                       | Moldavien               | 179                     |
| 4                       | Malta                   | 144                     |
| 5                       | Ukraina                 | 139                     |

## Kommentatorer och röstavlämnare
| År   | Kommentator(er)                    | Röstningsavlämnare       |
| ---- | ---------------------------------- | ------------------------ |
| 2007 | Murad Arif & Leyla Äliyeva         | Azerbajdzjan deltog inte |
| 2008 | Isa Malikov & Husniyya Maharramova | Leyla Äliyeva            |
| 2009 | Leyla Äliyeva & Isa Malikov        | Husniyya Maharramova     |
| 2010 | Husnijja Maharramova               | Tamilla Sjirinova        |
| 2011 | Leyla Äliyeva                      | Safura Alizadeh          |
| 2012 | Konul Arifgizi & Saleh Baghirov    | Safura Alizadeh          |
| 2013 | Konul Arifgizi                     | Tamilla Sjirinova        |
| 2014 | Konul Arifgizi                     | Säbinä Babayeva          |
| 2015 | Kamran Guliyev                     | Tural Asadov             |
| 2016 | Azer Suleymanli                    | Tural Asadov             |
| 2017 | Azer Suleymanli                    | Tural Asadov             |
| 2018 | Azer Suleymanli                    | Tural Asadov             |
| 2019 | Murad Arif                         | Faig Aghayev             |
| 2020 | Tävlingen ställdes in              | Tävlingen ställdes in    |
| 2021 | Murad Arif & Husniyya Maharramova  | Ell & Nikki              |
| 2022 | Murad Arif                         | Martin Österdahl         |
| 2023 | Azer Suleymanli                    | Narmin Salmanova         |
| 2024 | Nurlana Jafarova                   | AySel                    |
| 2025 | Elnara Khalilova & Aga Nadirov     | Safura Alizadeh          |